# Liste de clans somalis
 (mai 2023).
La mise en forme du texte ne suit pas les recommandations de Wikipédia : il faut le « wikifier ».
Les points d'amélioration suivants sont les cas les plus fréquents. Le détail des points à revoir est peut-être précisé sur la page de discussion.
- Les titres sont pré-formatés par le logiciel. Ils ne sont ni en capitales, ni en gras.
- Le texte ne doit pas être écrit en capitales (les noms de famille non plus), ni en gras, ni en italique, ni en « petit »…
- Le gras n'est utilisé que pour surligner le titre de l'article dans l'introduction, une seule fois.
- L'italique est rarement utilisé : mots en langue étrangère, titres d'œuvres, noms de bateaux, etc.
- Les citations ne sont pas en italique mais en corps de texte normal. Elles sont entourées par des guillemets français : « et ».
- Les listes à puces sont à éviter, des paragraphes rédigés étant largement préférés. Les tableaux sont à réserver à la présentation de données structurées (résultats, etc.).
- Les appels de note de bas de page (petits chiffres en exposant, introduits par l'outil «  Source ») sont à placer entre la fin de phrase et le point final[comme ça].
- Les liens internes (vers d'autres articles de Wikipédia) sont à choisir avec parcimonie. Créez des liens vers des articles approfondissant le sujet. Les termes génériques sans rapport avec le sujet sont à éviter, ainsi que les répétitions de liens vers un même terme.
- Les liens externes sont à placer uniquement dans une section « Liens externes », à la fin de l'article. Ces liens sont à choisir avec parcimonie suivant les règles définies. Si un lien sert de source à l'article, son insertion dans le texte est à faire par les notes de bas de page.
- La présentation des références doit suivre les conventions bibliographiques. Il est recommandé d'utiliser les modèles {{Ouvrage}}, {{Chapitre}}, {{Article}}, {{Lien web}} et/ou {{Bibliographie}}. Le mode d'édition visuel peut mettre en forme automatiquement les références.
- Insérer une infobox (cadre d'informations à droite) n'est pas obligatoire pour parachever la mise en page.

Pour une aide détaillée, merci de consulter Aide:Wikification.
Si vous pensez que ces points ont été résolus, vous pouvez retirer ce bandeau et améliorer la mise en forme d'un autre article.

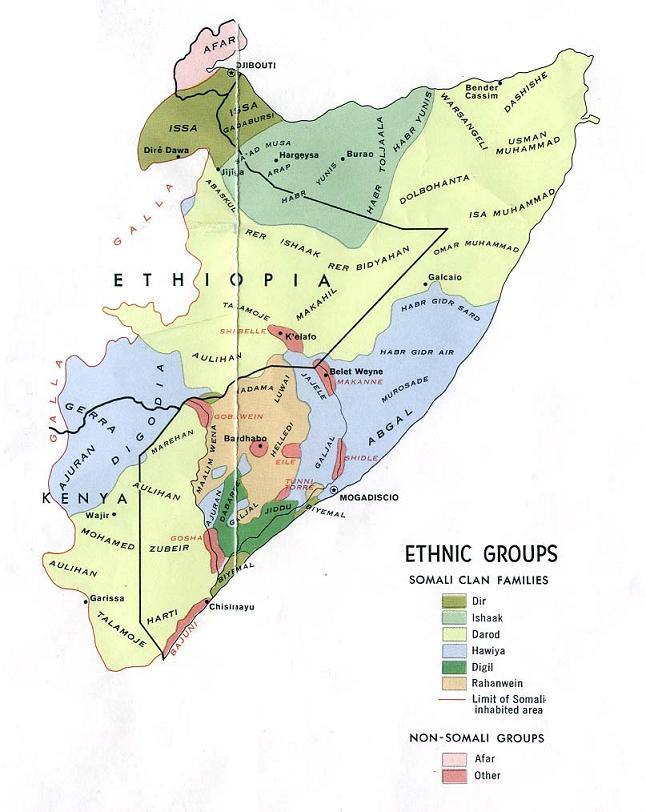
Une représentation territoriale des clans somalis (CIA, 2002)

Les clans et sous-clans somalis sont des regroupements agnatiques, familiaux et politiques, dont l'organisation est liée à celle des droits sur les territoires. Leur liste varie selon les sources, les premières listes ou taxinomies remontant au moins au XIXe siècle.
On répartit habituellement ces groupes en cinq « confédérations » à la fois apparentés mais autonomes et dont la classification n'est qu'indicative et non normative, auxquelles s'ajoutent des groupes « non somalis ». Dans d'autres cas, on considère que le grand ensemble somali est divisé en trois grands groupes (Darod, Irir et Saab), eux-mêmes subdivisés en tribus, en clans et en sous-clans. 
L'anthropologue britannique Ioan Myrddin Lewis a insisté, à partir des années 1960, sur l'organisation de la société somalie en familles claniques, clans, sous-clans et lignages.  Depuis les années 1990, ce « paradigme du clan » est remis en cause par certains chercheurs au profit d'un « paradigme de classe » pour décrire la ou les sociétés somalies,.
La mythologie propose une généalogie qui fait descendre tous les Somalis de Hill, père de Samaale et Sab qui seraient les ancêtres respectivement des éleveurs nomades (reer nugul) et des agro-pasteurs (reer godeed).
Il n'existe pas de liste aboutie des clans somalis, qui sont en constante évolution ; les informations ci-dessous qui mélangent diverses sources sont donc à prendre avec prudence.

## Groupe Darod
Tanade
Leelkase
Mahamud ali
Reer hassan
Mumin adan
Fiqi ismail
- - Geri Kombe
  - Tribu Marehan
    - Red Dini
    - Rer Hassan
    - Fiqi Yacqub
    - Eli Dheere

  - Kabalah
    - Absame
      - Ogaden
        - Makabul
        - Mohamed Zubeir
        - Aulihan

      - Jidwaq

    - Harti
      - Dhulbahante (Dolbahante)
      - Warsangali (Warsengeli)

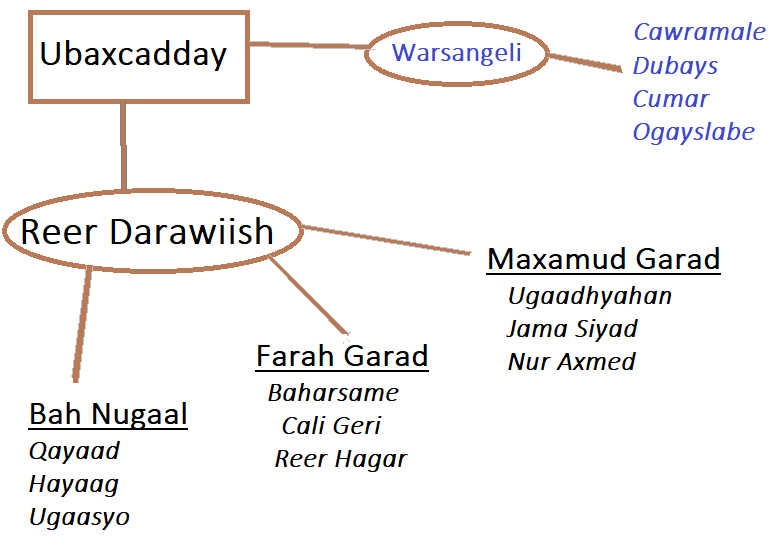
Arbre de clan somalien

      - Majeerteen (Mijerteen) (comme Abdullahi Yussuf Ahmed, le fondateur du Puntland)
        - Omar Mahmud
        - Issa Mahmud
        - Osman Mahmoud (Osman Mahmud)

      - Bartire
        - Geri
        - Absguul
        - Ali Ganuun

## Gadabuursi
Samaroon
Gadabursi
```
➥Habar Afaan
```

- Gobe

```
 *****Xildiid
 *****Salaan
 *****Muuse
```

```
 *****Hebjire (Xeebjire)
 *****Gadheere
 *****Jibra’en (Jibraacin)
   *****Cusmaan Jibra'en
      ********* Cali Cusman
      ********* Qalib Osman
      ********* Odawaa Osman
      ********* Yusuf Osman
   *****Reer Adan Jibraacin
   *****Reer Axamed Jibraacin
```

- Isse Samaroon (Reer Ciise)
- Yusuf Samaroon (Habar Yaasif)
- Nabi Jecle
- Subeer Samaroon

```
 *****Dhego Weyne
 *****Makal (Makayl Qaylo)
 *****Muse Subeer
   ****Musefin Muse Suber
     *****Ismaaciil 
     *****Reer Cabdileh
   ****Reer Haamud
   ****Xasan Sacad
    *********Reer Rooble
    ********* Faroole
```

➥Habar Makidor (Makidor)
➥Makahil
```
 *Eye Makahil (Ciye)
 *Eli Makahil (Celi)
 *Abdalle Makahil 
      *****Weyd
         *********Muse
         *********Xassan
      *****Muse
         ********* Jibril
         ********* Aden
         ********* Cigal
 *Hassan Makahil (Bahabar xasan)
 *Muuse Makahil
    **Jibril Muuse (Afguduud)
    **Bah-Sanayo
    **Idris Muuse
    **Rooble Muuse
    **Hawaday Muuse
    **Makayl-Dheere Muuse 
     **** Reer Ugaas
        ****** Ugaas Samatar
        ****** Ugaas Cabdille
     **** Abokor
        ******* Reer Galaangal
        ******* Reer Abdi Abokor
 **Yoonis Muuse
  **** Ali Yoonis
  **** Jibril Yoonis
```

```
     ****Bah Muusa Fiin 
      ******Reer Maxamuud Jibriil
      ******Reer Dharaar Jibriil
      ******Geella Yuusuf Jibriil
```

```
     ****Baha Gadaaladhal
      ******Reer Adan Jibriil
      ******Ree Xaamud Jibriil
      ******Ree Geeddi-Gaashaan 
      ******Ree Abiib xandaguul
```

```
     ****Bah Madigaan
      ******Reer Axamad
      ******Reer Farah 
      ******Cismaan Guul Jabriil
```

```
  ****Adan Yoonis
     ******Reer Hayiinle
     ******Reer Sahal
     ******Reer Boqor wayne
     ******Adan-Madoobe
```

```
 ****Nuur Yoonis (Reer Nuur)
     ******Ree Mahmuud Nuur
       ******Abdi Mahamuud
             *******Maha
             *******Muud
         ******Halas Mahmuud
         ******Hassan Mahmuud
         ******Hufaneh Mahmuud
         ******Robleh Mahmuud
         ******Maxamed Mahmuud
    ******Reer Farah Nuur
         ******Ibrahim Farah
         ******Geedi Farah

➥Maxamad Case
  *Bahabar Eli
         ******Cabdalle
         ******Habar Xuseen
  *Maxamuud Maxamad
         ******Bahabar Adam
         ******Bahabar Abokor
  *Muuse maxamed
         ******Bahabar Muuse
         ******Ali Madoobe
         ******Madax Madoobe
         ******Akaraa
         ******Adam Muuse
  *Abrayn
      **Ali Hogol
        ******Reer xareed-Boqorre
        ******Reer Ayuun
        ******Axmed Shabeel
        ******Reer looge
        ******Reer guuleed
        ******Reer hayl
        ******Reer Cadaawe
        ******Reer Xirsi
     **Geesaale
       ******Reer Huruur
       ******Reer samatar
       ******Reer Hiraab
       ******Reer Tuur
       ******Reer Cali oday
     **Gadiid
       ******Reer Cadde
       ******Reer Sahal
       ******Goodaad
```

```
 *Reer Mohamed
       ******Reer Aadan
       ******Reer buux cumar
       ******Reer cigaal
```

## Issa
Issa,
- Elleyeh

- Moussa
  -     - Saad
      - Ibrahim
        - Aboubacar
        - Djabril
        - Celi
          - Abdi
            - Harla

          - Gadab
            - Houssein
              - Yaruun
              - Dhabac

            - Geudiche
              - Hassan
                - Abdilleh
                  - Mousse(cuurad)
                    - (cuurad)
                    - a
                    - Osman

                - Aden
                - Ali
                - Omar

              - Dhaxdin(cuurad)
              - Ali-haruur
              - Oday-wa

      - Makahil(cuurad)

    - yonis
    - Bide
    - Akhtimahure

  - Mamaasan
    - Hassan
    - Awl
- Walaaldon
  - yusuf
  - Idleh
- Furlaba/Holleh

```
 * AMAHADLEH
```

- -     - Dulcad
    - Farah-matan
    - Hanis

  - SACIIB
    - nabisameh (1)
    - celi
      - suufi (2)
      - bodbod (3)
      - madaxmershey (4)
      - gabar
        - idleh
          - abokor (5)
          - nuur (6)
          - haji (7)

        - salaax
          - gesaleh (8)
          - maxamuud (9)
- Wardiq
  - Rumewaaq
  - Waqtishiil
- Horoone
  - Gel Walaal
  - Habr Walaal
- Wakhron(Ururweyne)
  - Abdallah
    -       - Faatah
      - Bah Saïd--Geedi Madaw/Adal

- - Fiqi
    - Reer Houssein

```
         BARRE(US AAS)
           .Hassan Habaar
           .KADAB
           .WARANLEH
         Idleh JAN
         Dab Cawl
 ****Arab      
```

- Isaaq 
  - Toljecle
  - Imran
  - Sanbur
  - Haber Awal
    - igaaleh muse
    - Sa'ad Muse
    - Afgab Muse
    - Issa Muse
    - Celi Muse

  - Ayub
  - Arab
  - Garhajis (Habr Garhadjis)
    - Idagaleh
    - Habr Yunis

  - Habr Jeclo 
    - Mohamed Abokor
    - Samane Abokor
    - Muse Abokor

## Isaaq
A. Habar Magaadle
- Ismail (Garhajis)
  - Sa’id (Habr Yuunis)
  - Dauud (Cidagale)
- Ayub
- Muhammad (Arap)

B. Habar shiriifo
- Abdirahman (Habar Awal)

C. Habar Habuusheed
- Ahmed (Tol Jeclo)
- Muuse (Habr Jeclo)
- Ibrahiim (Sanbuur)
- Muhammad (Cimraan)

## Hawiyé
- - Karanle
    - Murusade

  - Gorgate
    - Abgaal (comme les anciens présidents Sharif Sheikh Ahmed et Hassan Sheikh Mohamoud)
    - Habargidir (Habar Gidir)
    - Sheikhal (Sheekhaal)
    - Duduble
    - Ujeien

  - Gugun-Dhabe
  - Rarane
  - Haskul
  - Jambeele
    - Hawadle
    - Galje'el
    - dab

- Rahanweyn
- Digil
  - Dabarre
  - Jiddu
  - Garre
  - Tunni
  - Geledi

Bagadi 
5 caleemood 
- Mirifle
  - Sagaal
    - Jilible
    - Hadame

Yantaar 
Geeridle 
Luwaay 
Hubeer 
Eeyle
Gabaabeeyn
Gasaaro gud 
Haber Guedir (qui comporte un sous-clan, les Saad) 
- - Sideed
    - Harin
    - Eelay
    - Jiron
    - Leyas

4boqol hore 
Waanjeel 
Qomaal 
Yala

## Autres groupes
- Ashraaf

```
  Hassan iyo houssein 
```

- Madhiban
- Reerow-Xassan
- Sheekhaal
- Tumaal- ALHaddad
- Yibir
- Zengi
  - Ribi
  - Boni
  - Reer faqi

Camuudi